# ゴーマニズム宣言SPECIAL コロナ論
『ゴーマニズム宣言SPECIAL コロナ論』（ゴーマニズムせんげんスペシャルコロナろん）は、小林よしのりによる漫画作品。『週刊SPA!』（扶桑社）に掲載。『ゴーマニズム宣言』シリーズの1作。

## 概要
『SPA!』誌における連載を単行本としてまとめたものであり、最初に2020年8月、『ゴーマニズム宣言SPECIAL コロナ論』を発売。専門家の意見に対して新型コロナウイルスは大したことが無いとし、政府からの国民の生命を守るための自粛要請が、かえって市井の人々の生きるための経済活動を阻害しているのではないかという主張を述べている。
2020年12月、完結版とした『ゴーマニズム宣言SPECIAL コロナ論2』を発売。重傷者も死者も一人も出してはいけないという生命至上主義への問題点を語っている。
2021年5月、『ゴーマニズム宣言SPECIAL コロナ論3』を発売。ワクチンを打つことを否定し、コロナウイルスを擬人化させて登場させている。
2021年11月、『ゴーマニズム宣言SPECIAL コロナ論4』を発売。
2022年3月、『ゴーマニズム宣言SPECIAL コロナ論5』を発売。
2023年12月、最終巻となる『ゴーマニズム宣言SPECIAL コロナ論総括編 コロナと敗戦／失敗の本質』を発売。

## 反響
第1巻の発売後に即重版がかかるほど、本作は話題を呼んだ。第2巻も発売前の予約の段階で重版が決定した。2021年11月現在で、シリーズ累計が17万部を突破している。

## 制作背景
小林よしのりは、「高熱を出しても、原稿を書かなければ締め切りに間に合わない」と考えており、「普段からインフルエンザを恐れている」と発言しているが、医療の専門家ではない彼が本作を執筆したきっかけは、インフルエンザを警戒しない世間の人たちが、コロナウイルスに対しては過剰に反応したため、「危険なウイルスが入ってきた」という感覚を持ったからであり、加えて、さらなるパンデミックが襲来した際の意見として、後世に本書を残すことをも執筆目的としている。同時に、人口減少計画を目的とするコロナ陰謀論とも一線を画し、第二次世界大戦中の全体主義との共通性をも指摘している。
なお、小林自身も2回コロナにかかったが、2回とも薬を飲むことなく治したという。

## 書誌情報
- 小林よしのり『ゴーマニズム宣言SPECIAL コロナ論』扶桑社、全6巻
  1. 2020年8月20日発売[11]、ISBN 978-4-594-08563-6
  2. 2020年12月18日発売[12]、ISBN 978-4-594-08652-7
  3. 2021年5月19日発売[13]、ISBN 978-4-594-08799-9
  4. 2021年11月18日発売[7]、ISBN 978-4-594-08995-5
  5. 2022年3月26日発売、ISBN 978-4594091347
  6. 2023年12月16日発売、ISBN 978-4594096250